# Campo di concentramento di Sachsenhausen

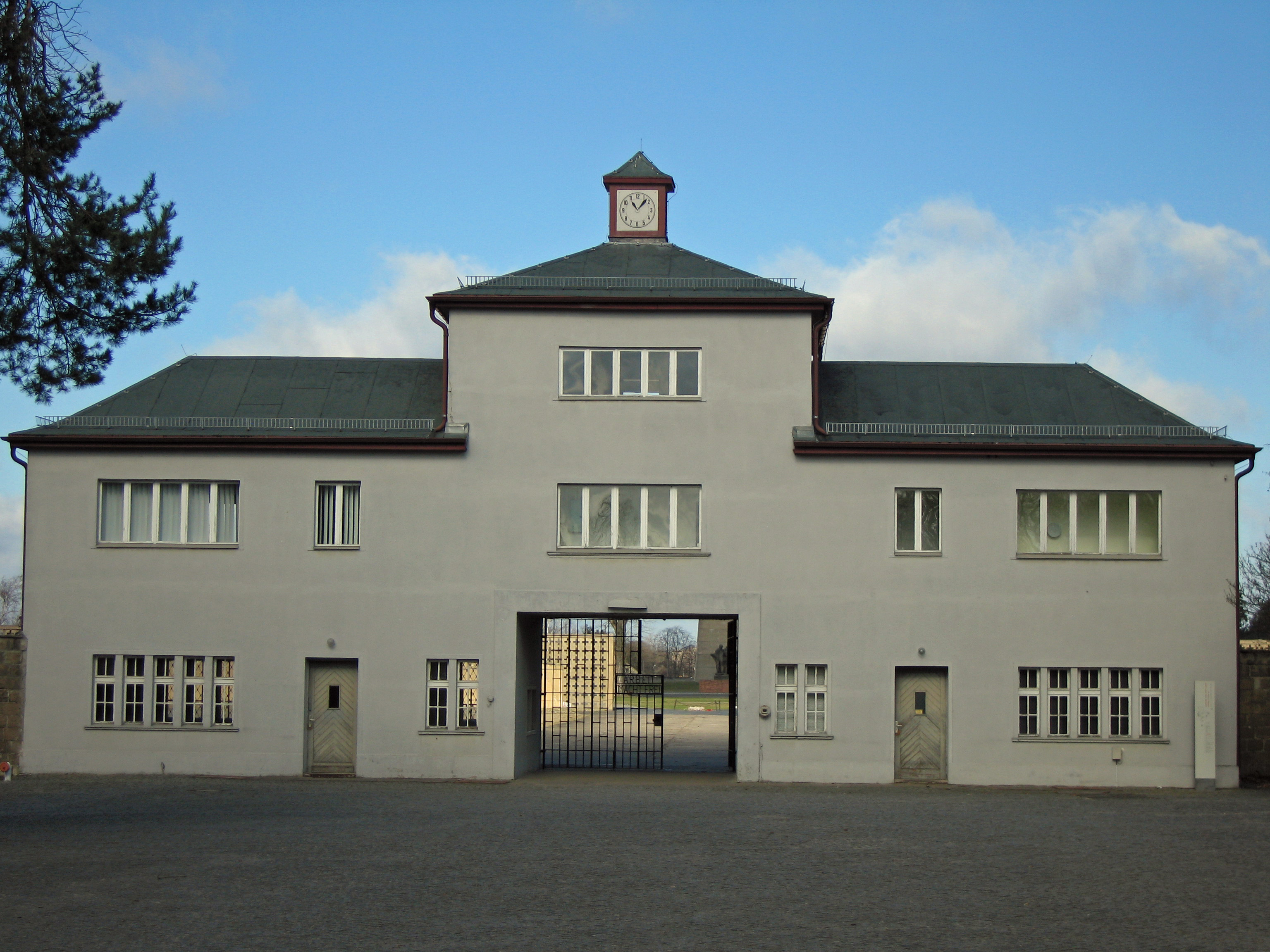
Ingresso del campo di concentramento di Sachsenhausen

Il campo di concentramento di Sachsenhausen fu uno dei più estesi in Germania, in esercizio dal 1936 al 1945. Grazie alla sua vicinanza a Berlino fu utilizzato come campo di formazione per l'addestramento dei comandanti e del personale poi mandato in altri campi. Vi si trovava l'Inspektion der Konzentrationslager, da cui si impartivano le istruzioni per gli altri campi delle SS. A Sachsenhausen furono deportate circa 200 000 persone e di queste 100 000 vi trovarono la morte.

## Il nome
Il nome Sachsenhausen gli fu dato per via della omonima e vicina stazione ferroviaria (utilizzata a lungo per il campo stesso) situata nel quartiere Sachsenhausen della cittadina di Oranienburg.

## Storia

### Costruzione del campo

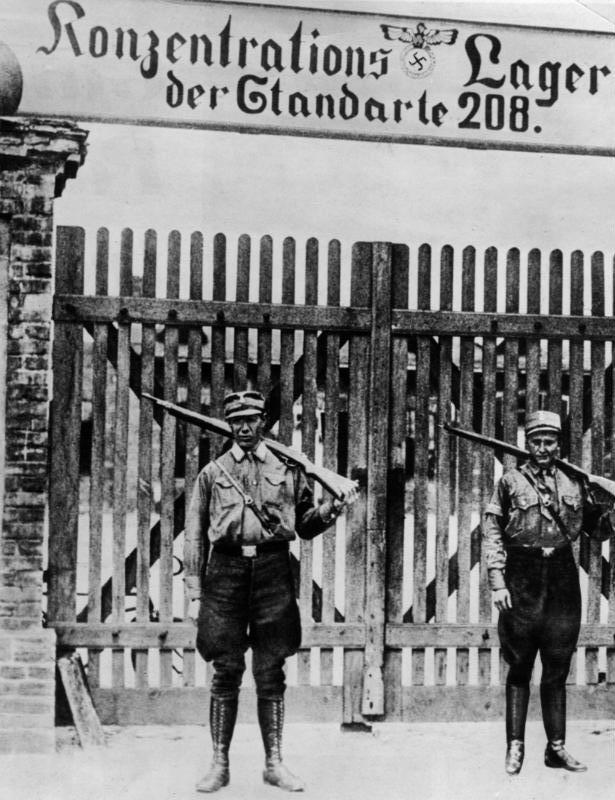
Il primo campo di concentramento a Oranienburg, che fu abbandonato nel 1935.

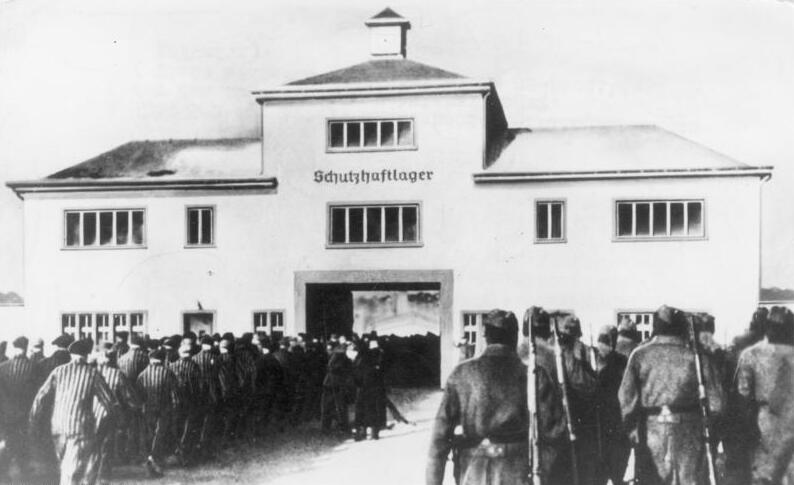
Immagine storica del nuovo campo di Sachsenhausen.

Nel territorio di Oranienburg, 35 chilometri circa a nord di Berlino, già dal 1933 era stato aperto un primo campo di concentramento che utilizzava gli edifici di un vecchio birrificio abbandonato, e quello fu uno dei primi in cui i nazisti da poco arrivati al potere imprigionarono i loro oppositori politici, come già avveniva nella cittadina bavarese di Dachau. Il comando di quella struttura, che venne poi abbandonata nel 1935, fu affidato alle SA.
Un anno dopo, nella zona denominata Sandhausen (poi Sachsenhausen), venne costruito il campo completamente nuovo di Sachsenhausen. Il progetto fu dell'architetto e ufficiale delle SS Bernhard Kuiper in applicazione delle specifiche direttive ricevute in proposito da Himmler, che voleva una struttura di tipo modulare facilmente riproducibile e ampliabile.

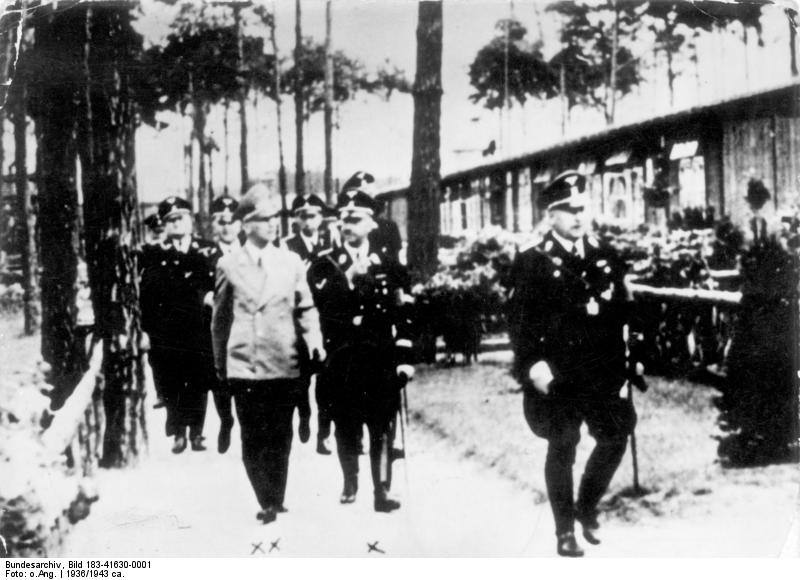
Himmler in visita al campo nei primi mesi di attività

Sachsenhausen divenne operativo dal 12 luglio 1936 come campo di lavoro per prigionieri politici e fu ultimato nel settembre del 1938 da circa 950 prigionieri provenienti dal lager di Esterwegen nell'Emsland. Quasi nessuno di loro sopravvisse alle terribili condizioni di lavoro e di vita già presenti nei primi periodi nel campo.

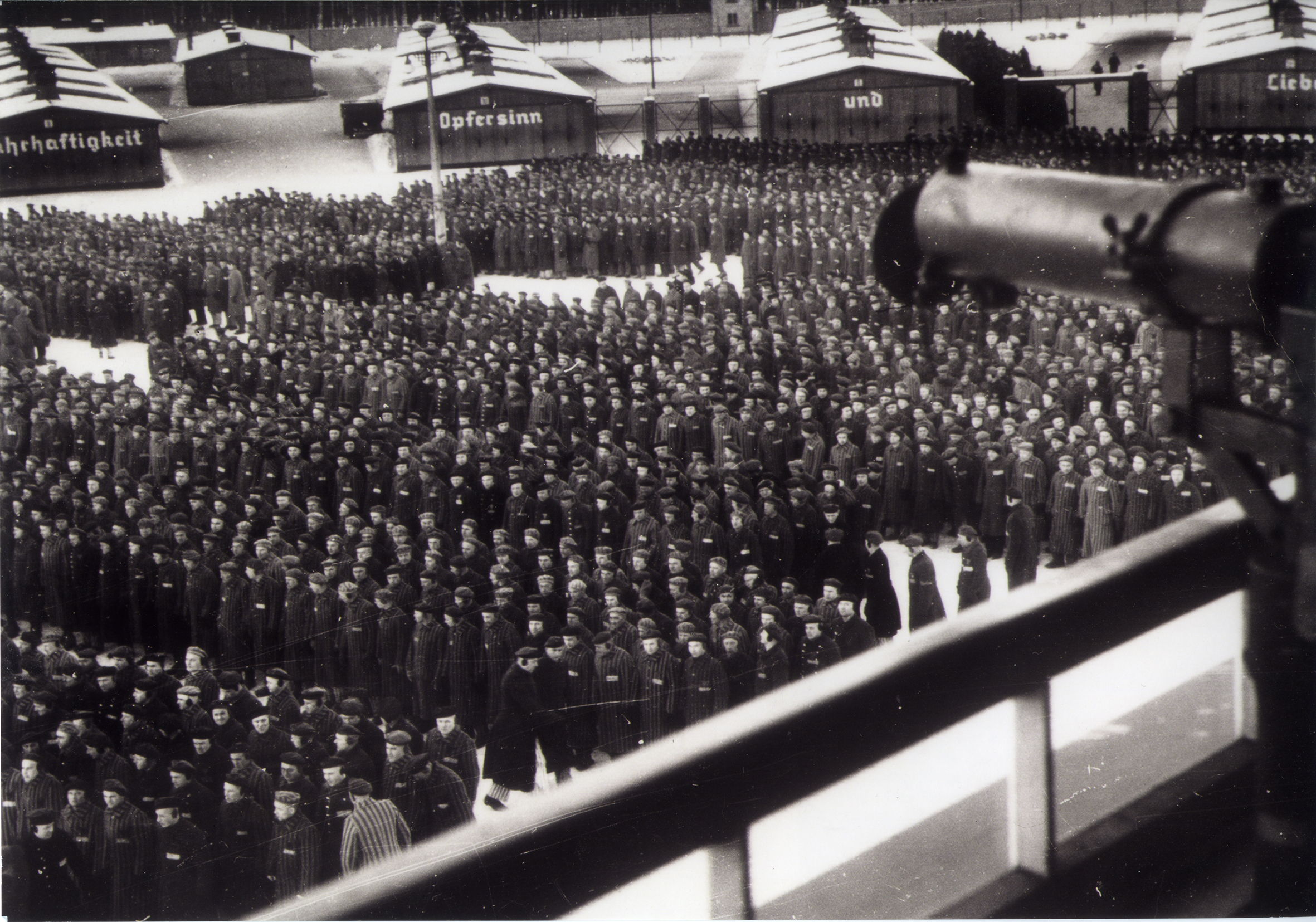
Il cortile dell'appello a Sachsenhausen. L'intera area era controllata dalle torri munite di mitragliatrici

### Primi anni di attività
Il campo assunse un ruolo chiave fra gli altri per la sua vicinanza con la capitale del Reich e svolse pure la funzione di addestramento delle SS-Totenkopf, poi impiegate negli altri campi. Inizialmente le funzioni della struttura, oltre ad essere un campo di concentramento, erano anche quelle di testare e perfezionare vari metodi di sterminio dei prigionieri nei campi. Ad esempio, nei primi anni, le esecuzioni sommarie venivano perpetrate portando il prigioniero in una piccola stanza, spesso con della musica in sottofondo, chiamata Genickschussbaracke. Successivamente veniva detto loro che si sarebbero prese le misure della loro altezza e del loro peso, mentre invece si sparava loro alla nuca attraverso uno spioncino dietro alla loro postazione. Questo metodo risultò troppo lento, così si cominciò a pensare di sparare ai prigionieri o impiccarli in una trincea. Con questo metodo era sì più semplice effettuare esecuzioni sommarie di gruppo, ma allo stesso tempo si veniva a creare molto più panico tra gli internati, rendendoli più difficili da controllare. Così si arrivò ad ipotizzare l'uccisione nelle camere a gas, cosa che avvenne successivamente nei più famosi campi polacchi di sterminio come Auschwitz-Birkenau o Treblinka. Venne infatti dimostrato che questa soluzione facilitava sia le uccisioni di gruppo che il mantenimento della calma dei prigionieri, oltre che la salute psichica delle SS deputate allo sterminio.
Durante il 1938 servirono nuove baracche per i prigionieri in arrivo e queste furono aggiunte modificando l'idea originale del campo, perché il complesso che si costruì venne accostato al precedente in maniera da non consentire un'ulteriore espandibilità come richiesto. Molti dei nuovi arrivati destinati a questo complesso aggiuntivo furono ebrei che rimasero a Sachsenhausen fino alla loro deportazione al campo di concentramento di Auschwitz nell'ottobre del 1942.
Nel 1940 venne aggiunta alla prima piazza, utilizzata per l'appello, una seconda. Questa, destinata a testare le suole delle calzature per la Wehrmacht, aveva diverse tipologie di terreno calpestabile e i prigionieri erano obbligati a marciare, a questo scopo, per tutta la giornata. Nel settembre del 1941, mentre si cominciava a sperimentare l'uso delle camere a gas ad Auschwitz, a Sachsenhausen vi erano già state scene di gassazione assieme ad esperimenti sui Gaswagen ("camion a gas").

### Strutture
Il complesso comprendeva:
- L'Haftlingslager, il campo vero e proprio. La pianta del campo fu inizialmente quella di un triangolo equilatero che «nella sua forma definitiva» misurava circa 600 metri per ogni lato e secondo una pubblicazione del 2013 dello storico tedesco Günter Morsch fu «l'unico campo concepito in questa forma geometrica». Tutti gli edifici sorsero simmetrici e disposti in modo che dalla torre A, il punto di comando SS del lager situato al centro del lato principale del triangolo, fossero perfettamente visibili. Dalla torre, munita di mitragliatrice Maxim 8mm, il tipo di mitragliatrice usato dai tedeschi durante la Prima Guerra Mondiale, era possibile controllare quasi ogni punto vitale della struttura. Davanti alla torre era situata la piazza dell'appello, di forma semicircolare, con quattro anelli di baracche costruiti ai suoi bordi. Conteneva quattro baracche dell'infermeria, una cucina, una lavanderia e una piccola fattoria.[17]
- l Kleineslager o piccolo campo.[18] Fu costruito nel 1938 per contenere i prigionieri ebrei arrestati dopo la Notte dei Cristalli, e sorgeva sul lato destro del lager, vicino alla prigione. Conteneva cinque file di baracche, di tre edifici ciascuna.
- La Zellenbau, la prigione del campo. Era a forma di T, e conteneva circa ottanta celle, dove i prigionieri venivano reclusi o torturati. Nel suo cortile erano presenti tre pali a cui i prigionieri venivano appesi per le braccia (una tortura detta tratto di corda).[19]
- Il Sonderlager o campo speciale. Sorgeva all'esterno del campo, sul lato destro, e fu originariamente costruito per isolare i prigionieri speciali del campo. Fu in seguito ingrandito esponenzialmente per ospitare i prigionieri di guerra alleati prima delle esecuzioni. Consisteva in due baracche, Sonderlager A e Sonderlager B.[20]
- L'Industriehof o cortile industriale: sorgeva sul lato sinistro del campo. Comprendeva varie fabbriche, tra cui una fabbrica di scarpe, una sartoria, e una fabbrica di mattoni e un settore per i magazzini. Fu inclusa in seguito la "Stazione Z", dove avvenivano le esecuzioni.[21]
- Il Kommandantur, dove sorgevano gli edifici di amministrazione del campo.[22]

Sul proseguimento di questo asse centrale oltre alla torre e alla strada interna principale venne collocata la caserma delle SS. Il complesso costruito inizialmente su una superficie di 18 ettari, fu ampliato mese dopo mese fino a occupare alla fine una superficie di 400 ettari, comprendendo al suo interno anche diverse abitazioni per gli ufficiali di grado superiore e per le loro famiglie. Di conseguenza, la sua pianta finale fu un triangolo equilatero, con due rettangoli sul lato destro e sul finire del lato di fondo, e diverse aree irregolari sul lato sinistro, vicino al campo trapezoidale delle SS. Un modello simile venne utilizzato in seguito per un lager esterno adibito alla cottura di mattoni costruito a partire dal 1938 sulla chiusa di Lehnitz.

#### Le baracche
Nel campo furono costruite dagli stessi internati più di sessanta baracche. Erano fatte in legno, con un tetto poco spiovente, e una fila di finestre su ogni lato. Sul lato frontale era appeso un cartello recante il numero della baracca.
Erano composte da un'area centrale, adibita al lavaggio e dotate di due grandi bacili e due ali laterali per il riposo. Ogni ala conteneva un bagno, una sala mensa in cui si trovava un letto, e una stanza che conteneva tre file di letti a castello a tre piani. Le baracche 38 e 39 furono preservate e oggi ospitano due musei sulla vita quotidiana nel campo.

## Zona di custodia
Il campo era molto protetto e vi furono pochi episodi di evasione. Il perimetro esterno consisteva in un muro di pietra alto tre metri, controllato da guardie e cani. Era percorso da filo elettrico e al suo interno si trovava una striscia di ghiaia detta "striscia della morte", vietata ai prigionieri. Tutto ciò costituiva la Zona di custodia. Chi si fosse avventurato oltre alla striscia della morte, sarebbe stato, senza preavviso, ucciso dalle guardie. Gli ufficiali, talvolta, costringevano i prigionieri ad attraversare questa striscia minacciandoli di morte, salvo poi ucciderli comunque non appena l'avessero oltrepassata. Alle guardie che uccidevano con successo chi tentava la fuga venivano concesse ricompense, come giorni di ferie.

## Internati come forza lavoro

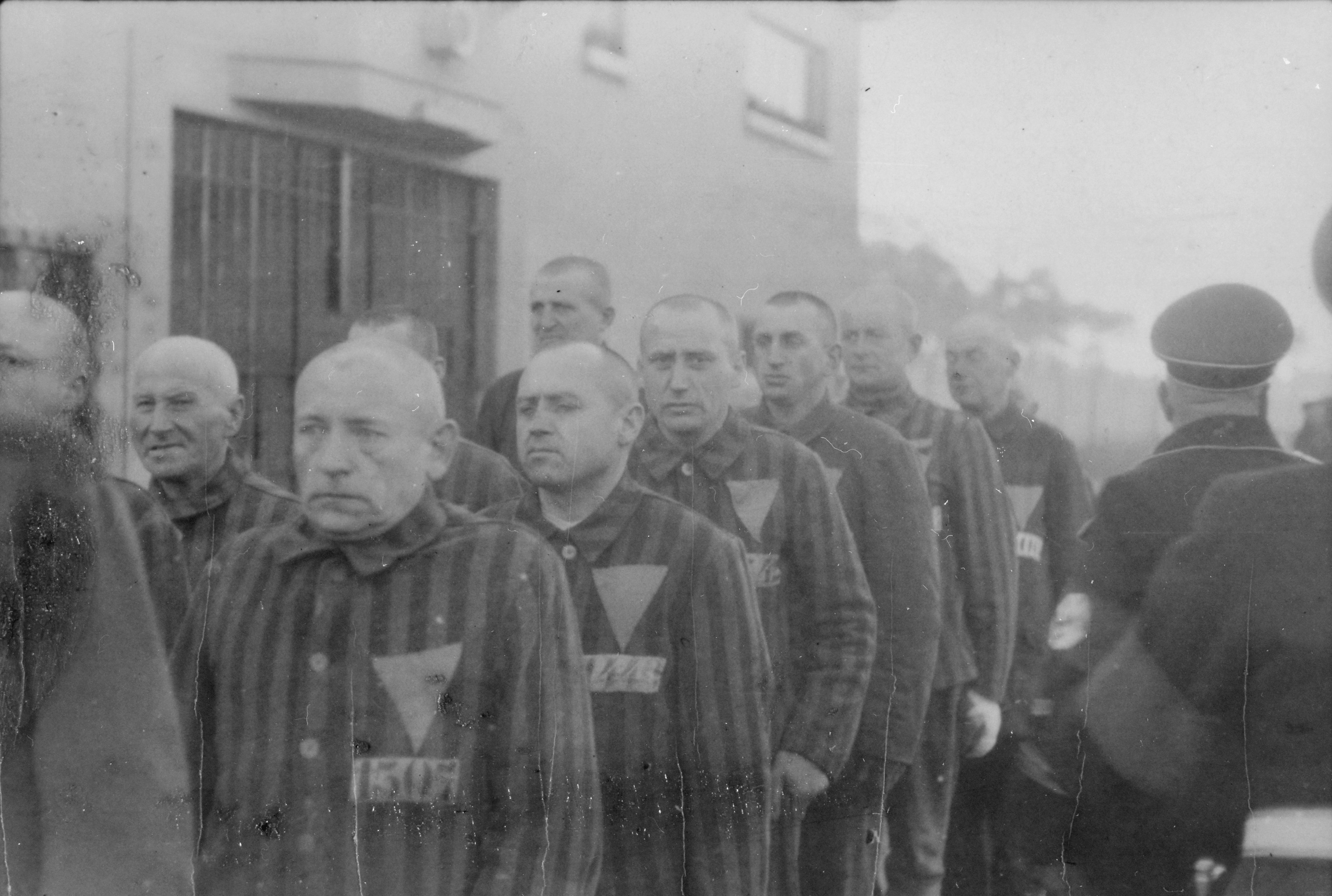
Internati nel campo in una foto del 1938

I prigionieri vennero impiegati in officine e imprese di proprietà delle stesse SS che si trovavano nel cortile industriale accanto al lager. Erano previste molte attività come una sartoria, falegnameria, officine per la lavorazione dei metalli e laboratori elettrici. A partire dal 1942 si affiancarono al campo principale oltre cento lager minori esterni e anche squadre gestite dai militari sempre coordinate da Sachsenhausen. I prigionieri furono utilizzati inoltre come forza lavoro nelle aziende vicine per la produzione di armamenti e materiale bellico e, vista la relativa vicinanza, trasferiti giornalmente anche presso importanti industrie di Berlino: Demag-Panzer, Henschel & Sohn, IG Farben, Allgemeine Elektricitäts-Gesellschaft, DEST, DAW, Siemens, Heinkel e Daimler-Benz.
La Heinkel, per esempio, usò moltissima forza lavoro di Sachsenhausen, dai 6 000 agli 8 000 prigionieri, per lavorare sul loro bombardiere He 177. Sebbene i rapporti ufficiali dichiarassero che i prigionieri lavoravano senza commettere errori, alcuni di questi bombardieri caddero in circostanze misteriose vicino a Stalingrado e vi è il sospetto che fossero stati sabotati proprio dai prigionieri addetti alla loro fabbricazione.
I prigionieri lavoravano anche in una fabbrica di mattoni, che alcuni dicono servisse a produrre il materiale per costruire gli edifici della città dei sogni di Hitler, la Capitale Mondiale della Germania (Welthauptstadt Germania), che sarebbe dovuta essere la capitale del mondo una volta che i nazisti avessero vinto la guerra.

## Sterminio pianificato
Pur essendo classificato come campo di concentramento e non di sterminio, molti degli internati vi trovarono la morte nei modi e nelle situazioni più diversi. Nel cortile della prigione, isolato dal resto del lager, avevano luogo le esecuzioni per impiccagione. Centro delle esecuzioni era la cosiddetta "Stazione Z", un complesso di edifici che sorgeva nella "Zona Industriale" del campo. Le SS erano autorizzate alle esecuzioni capitali anche per sospetto sabotaggio al lavoro, senza bisogno di condanne da parte di un tribunale. Molti morirono di stenti, di fame, di dissenteria e di polmonite. Sugli internati vennero effettuati esperimenti e in diversi furono uccisi con i gas di scarico dei camion: infatti nel lager furono effettuati i primi esperimenti per l'eliminazione con il gas, sia nei camion (Gaswagen), sia nelle prime, rudimentali, camere a gas. A Sachsenhausen furono inoltre uccisi i prigionieri di guerra sovietici, ospitati temporaneamente nel Sonderlager. Circa 12 000 di loro trovarono qui la morte.

### La Stazione Z

#### Etimologia
Il nome del complesso derivava direttamente da quello dell'ingresso del campo. La costruzione in cui sorgeva il cancello era detta "Torre A", e la "stazione" era il punto da cui i prigionieri "uscivano" attraverso la morte dal campo. I prigionieri passavano perciò "dalla A alla Z".

#### Struttura e pianta
La sua costruzione principale comprendeva una piccola camera a gas (dalla capacità di trentacinque condannati), costruita dentro un vecchio garage, uno studio medico e un impianto per la fucilazione alla nuca, un obitorio e un forno crematorio, dotato di quattro bocche, che nel 1942 fu rimpiazzato con uno nuovo e più efficiente. Il colpo alla nuca fu per molto tempo il principale metodo di esecuzione, prima di essere sostituito perché poco efficiente. Fu scavata allora una trincea, in cui avvenivano impiccagioni e fucilazioni di massa, ed essa divenne il metodo più utilizzato per l'omicidio dalle SS, nonostante generasse eccessivo panico e fu perciò installato dietro la fossa un piccolo obitorio. La camera a gas, costruita nel 1943, fu usata relativamente poco (le stime parlano di trenta o trentacinque utilizzi, con quindi circa 1 050 vittime).

## Abusi sui prigionieri

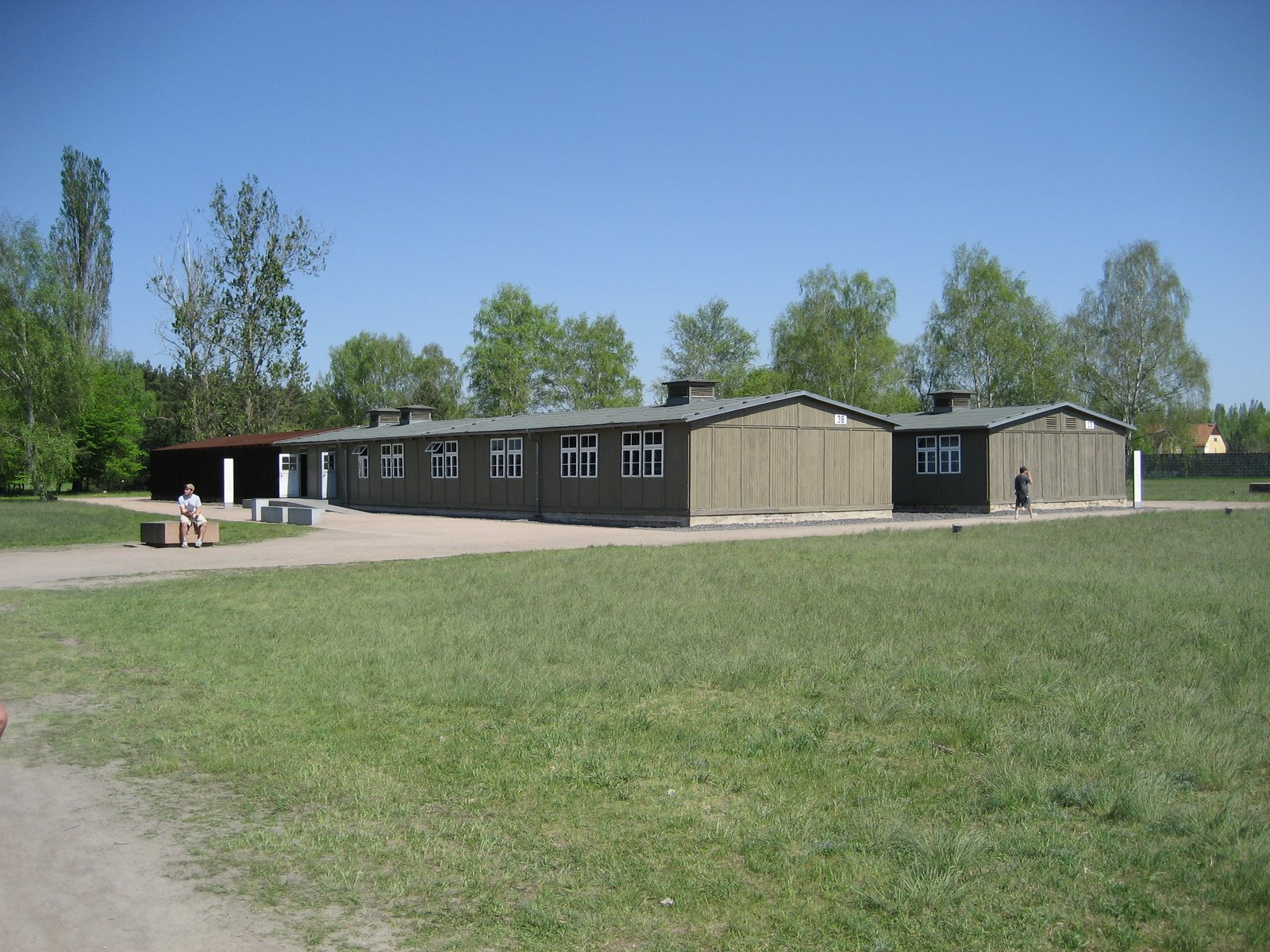
Baracche per gli internati come erano visibili, dopo la loro ricostruzione parziale, nel 2006

Le punizioni al campo erano estremamente dure. Alcuni erano obbligati ad assumere il Saluto di Sachsenhausen mentre un prigioniero stava accovacciato con le braccia aperte verso il davanti. Gli internati assegnati alle prigioni venivano tenuti in isolamento, poco nutriti e alcuni appesi con i polsi legati dietro la schiena. In alcuni casi come tentativi di fuga, vi erano impiccagioni pubbliche. I prigionieri di guerra venivano fatti correre per 40 chilometri al giorno con pesanti equipaggiamenti, talvolta dopo essere stati drogati con sostanze come cocaina, per testare alcuni modelli di stivali militari. Wolfgang Wirth mise in atto gli esperimenti con il "gas mostarda".
Vi sono accuse di test di una droga sperimentale nel 1944 su internati costretti contro la loro volontà, denominata "D-IX". Era stata architettata per aumentare la resistenza e le performance dei soldati tedeschi. Consisteva in un cocktail di cocaina, metanfetamina (Pervitin) e ossicodone (Eukodal). Sebbene tutti i reparti militari tedeschi utilizzassero droghe, la natura e l'uso della D-IX è poco documentata. Si sa però che essa non entrò mai in commercio a causa della sopravvenuta fine del conflitto. Si presume però che alcuni piloti di sottomarini tedeschi ne abbiano fatto un uso sporadico, forse poco prima che la guerra terminasse.
Sette uomini del Secondo Commando della British Army vennero catturati dopo la vittoriosa Operazione Musketoon e furono fucilati nel campo il 23 ottobre 1942, cinque giorni dopo che Adolf Hitler aveva ordinato di uccidere tutti i catturati del Commando inglese.
Quattro agenti della SOE (Special Operations Executive), guidati dal tenente Mike Cumberlege della Royal Navy Reserve, che aveva preso parte all'Operazione Locksmith del 1943 in Grecia con l'intento di far esplodere il Canale di Corinto e che furono catturati nel maggio del 1943, vennero tenuti nelle celle della Zellenbau per più di un anno prima di essere uccisi tra febbraio e marzo del 1945. Nello stesso periodo furono uccisi anche Francis Suttill e William Grover-Williams, agenti del SOE catturati in Francia nell'estate del 1943.
Sopravvissuti all'Operazione Checkmate, un commando deputato alle operazioni anti-nave in Norvegia, incluso il loro leader John Godwin della Royal Navy, vennero tenuti a Sachsenhausen fino al febbraio 1945, quando furono uccisi. Godwin riuscì a strappare di mano la pistola al boia tedesco e a ucciderlo, prima di essere lui stesso ucciso.
La Zellenbau ha ospitato alcuni dei più tenaci fuggitivi alleati della Seconda Guerra Mondiale, così come dissidenti tedeschi, disertori del nazismo e nazionalisti dell'Europa dell'Est come il leader ucraino Taras Bulba-Borovets, che i nazisti speravano di persuadere a cambiare lato e a schierarsi contro i sovietici.

## Operazione Bernhard
A Sachsenhausen fu realizzata la più importante opera di contraffazione di banconote della storia, l'Operazione Bernhard. I nazisti, a tale scopo, raggrupparono nel campo diversi falsificatori per la produzione in serie di banconote false e si stima che siano stati prodotti circa 133 milioni di sterline e una quantità enorme di dollari, insieme a francobolli falsi e documenti. Lo scopo dell'operazione, progetto del capo dell'Ufficio per la Sicurezza del Reich (RSHA) Reinhard Heydrich, era quello di colpire l'economia americana e quella inglese. La Germania, intorno al 1943, introdusse sul mercato sterline false in banconote di piccolo taglio, da 5, 10, 20 e 50 sterline. Si svolse tra le baracche 18 e 19 del campo, situate nel Kleineslager, che vennero per questo isolate dal resto del campo; furono circondate con il filo spinato e le loro finestre vennero dipinte di bianco, per ridurre al minimo la visibilità. I 142 lavoratori, al prezzo della loro solitudine, godevano di diversi grandi privilegi: avevano armadi personali, cibo a sufficienza, e la possibilità di conservare i vestiti civili e di leggere. Intenzione delle SS era di uccidere tutti i lavoratori, ma alcuni di loro sopravvissero: tra quelli ci fu Adolf Burger. Deportato prima ad Auschwitz I, poi nel campo di Auschwitz II-Birkenau, dove si ammalò di tifo a causa di Josef Mengele, fu infine condotto a Sachsenhausen per lavorare nell'Operazione. Dopo la guerra, la propaganda neonazista lo spinse a raccontare le sue memorie, nei libri Číslo 64401 mluví (Il numero 64401 parla, 1945), Il Commando dei Falsari (1983) e l'Officina del Diavolo (1983).

## Le memorie di Harry Naujoks
Harry Naujoks (1901/1983) fu fra gli internati del campo. Anti fascista e comunista, venne arrestato nel 1933 e nel 1936 fu imprigionato nel nuovo campo di Sachsenhausen-Oranienburg, prima di essere condotto nel 1942 al campo di Flossenbürg. Liberato nell'aprile 1945, raccontò le sue memorie del "campo modello":

Naujoks descrisse anche la vita quotidiana nelle baracche del campo:
Le baracche erano progettate per contenere circa 100 persone, ma contenevano nella realtà ben più di 400 internati. L'aumento maggiore della popolazione del campo si ebbe nel 1938, con l'arresto degli asociali e degli ebrei.

A proposito dell'aumento di popolazione, Najouks scrive:

## Il campo e le sue conseguenze
Almeno 30 000 internati a Sachsenhausen morirono di stenti, malattie, malnutrizione e polmonite, come risultato delle pessime condizioni di vita nel campo. Molti subivano le esecuzioni sommarie o morivano per effetto di brutali esperimenti medici. Più di cento soldati della resistenza olandese furono uccisi nel campo. Anche massoni olandesi vennero internati a Sachsenhausen, come il Gran Maestro del Grande Oriente d'Olanda Hermannus Van Torgeren, che vi morì nel marzo del 1940, dopo essere stato arrestato da Klaus Barbie. L'Olanda in seguito negoziò l'estradizione dalla Cecoslovacchia, per le accuse rivolte al suo ruolo di Kapo nel campo, di Antonin Zápotocky, che diventerà in seguito Presidente della Cecoslovacchia.
Secondo un articolo pubblicato il 13 dicembre 2001 su The New York Times, nei primi anni della guerra le SS sperimentarono metodi di uccisione di massa che furono poi utilizzati in altri campi nazisti. Delle presunte 30 000 vittime di Sachsenhausen, molte furono prigionieri di guerra russi.
Vi erano molte donne nel campo e nei suoi sottocampi. Secondo documenti delle SS, più di 2 000 donne vissero a Sachsenhausen, controllate dallo staff femminile delle SS (Aufseherinnen). I registri del campo mostrano che vi erano solamente una guardia delle SS maschile per 10 internati, e per 10 guardie delle SS, una sola era donna. Molti sottocampi per donne vennero costruiti attorno a Berlino, incluso uno a Neukölln. Tra le guardie femminili erano incluse Ilse Koch e Hilde Schlusser. Anche Anna Klein è inclusa nella lista di guardie che hanno prestato servizio nel campo.
Verso la fine della guerra, 13 000 prigionieri di guerra dell'Armata Rossa arrivarono a Sachsenhausen. Oltre 10 000 vennero uccisi al campo con la fucilazione alla nuca.

## Liberazione
Nella primavera del 1945, con l'avanzata dell'Armata Rossa, Sachsenhausen venne preparato per l'evacuazione. Tra il 20 e il 21 aprile lo staff delle SS del campo ordina a 33 000 internati di partire per una marcia forzata verso nord-ovest. Quasi tutti i prigionieri erano fisicamente stremati e a migliaia non sopravvissero alla marcia. Quelli che cadevano a terra esausti venivano ammazzati dai soldati tedeschi. La marcia si arrestò nei dintorni di Raben Steinfeld. Il campo fu liberato tra il 22 e il 23 aprile del 1945 dai reparti avanzati delle truppe sovietiche e polacche. Al suo interno rimanevano ancora circa 3 000 persone ormai in fin di vita poiché la maggior parte degli internati era stata trasferita dalle SS con le famigerate marce della morte in campi più occidentali.

## Processi ai crimini di guerra
Quindici degli ufficiali del campo, inclusi Anton Kaindl, ex-comandante del campo, il dottore delle SS del campo Heinz Baumkötter e due ex Kapo, incluso Paul Sakowski che aveva lavorato come boia nel campo, furono portati a processo, il 23 ottobre 1947 davanti al Tribunale Militare Sovietico a Berlino. Il 1º novembre 1947, tutti e diciassette gli imputati vennero giudicati colpevoli; a quattordici venne comminata una sentenza a vita e lavori forzati, inclusi Kaindl, Baumkötter e Sakoswki, mentre agli altri venne comminata una pena di quindici anni di carcere e lavori forzati.

## Utilizzo del campo dopo la liberazione

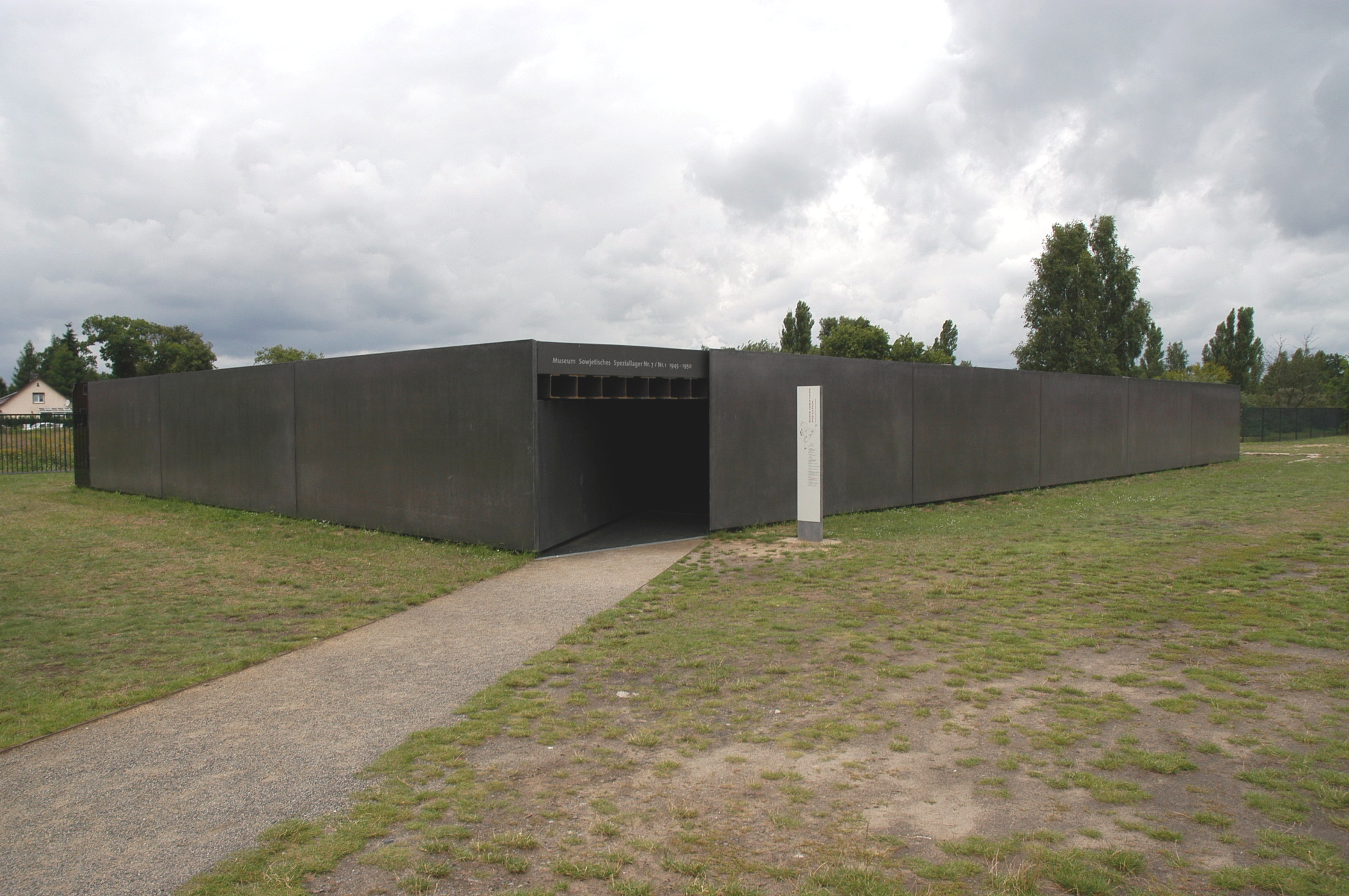
Il museo del campo speciale sovietico

Al termine della guerra, a partire dalla metà del 1945, il campo fu utilizzato come ospedale provvisorio per gli ex-internati e per alcuni invalidi di guerra che per il loro stato di salute non erano in grado di fare ritorno in patria. In seguito Sachsenhausen divenne, per le forze di occupazione sovietiche, il campo speciale n. 7, controllato direttamente dalla sua amministrazione e destinato ad accogliere circa 60 000 prigionieri di guerra tedeschi.

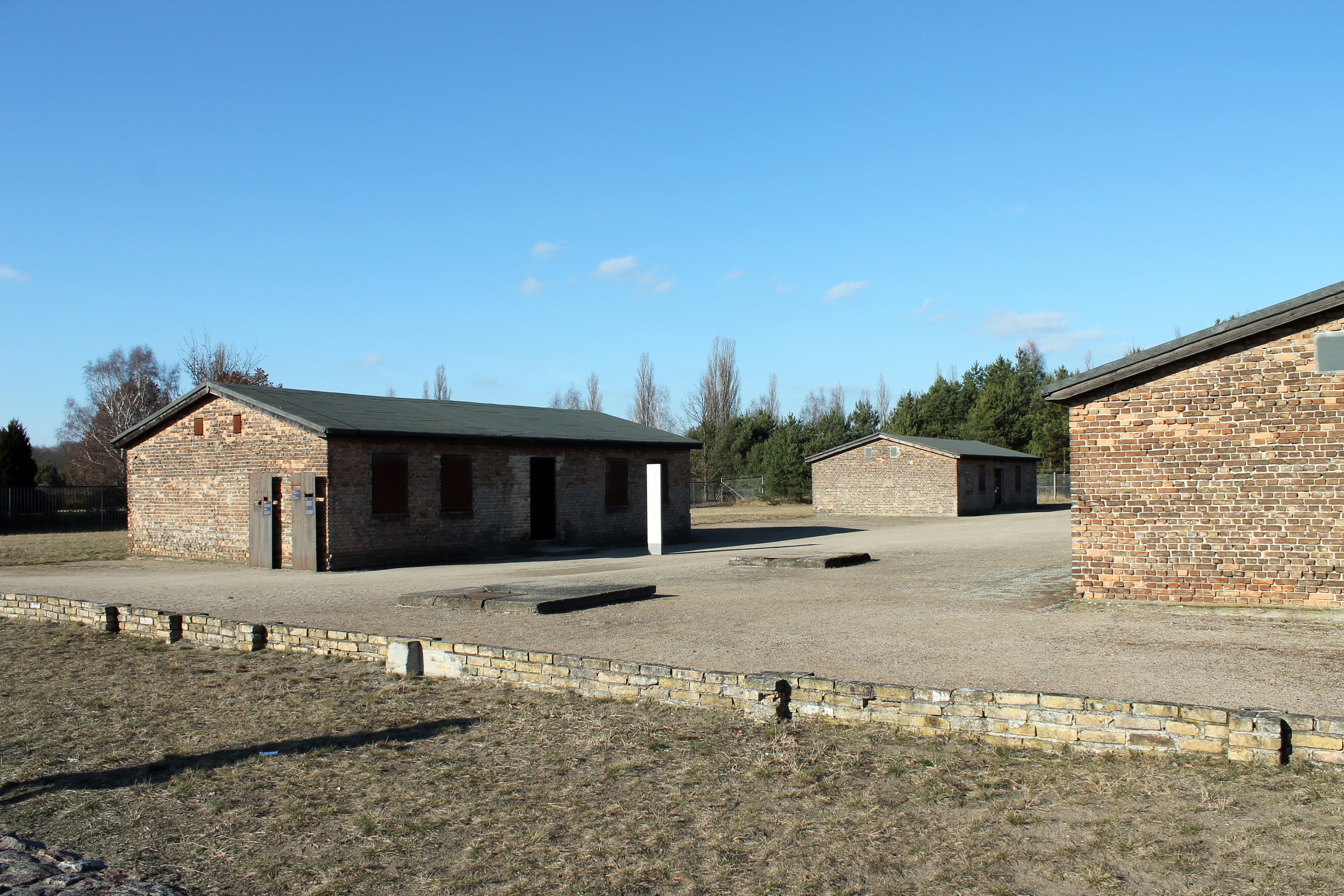
Baracche del campo speciale sovietico attivo dal 1945 al 1950.

Tra questi 60 000 nuovi internati si trovavano funzionari nazionalsocialisti di grado medio e basso, militari della Wehrmacht, renitenti alla leva, oppositori politici e altre persone arrestate per i motivi più diversi. In questo periodo morirono circa 12 000 detenuti per varie cause come malnutrizione, malattie, esaurimento fisico e psichico. Come campo di detenzione perse importanza sin dal 1948 e venne definitivamente chiuso nel 1950. Da quel momento, sino al 1955, la Kasernierte Volkspolizei della Repubblica Democratica Tedesca lo utilizzò come caserma.
Nel 1961 divenne un luogo della memoria, il National Memorial e Memorial Sachsenhausen e come tale ampliato più volte. Col passare degli anni ha raggiunto importanza nazionale e internazionale.

## Internati del campo

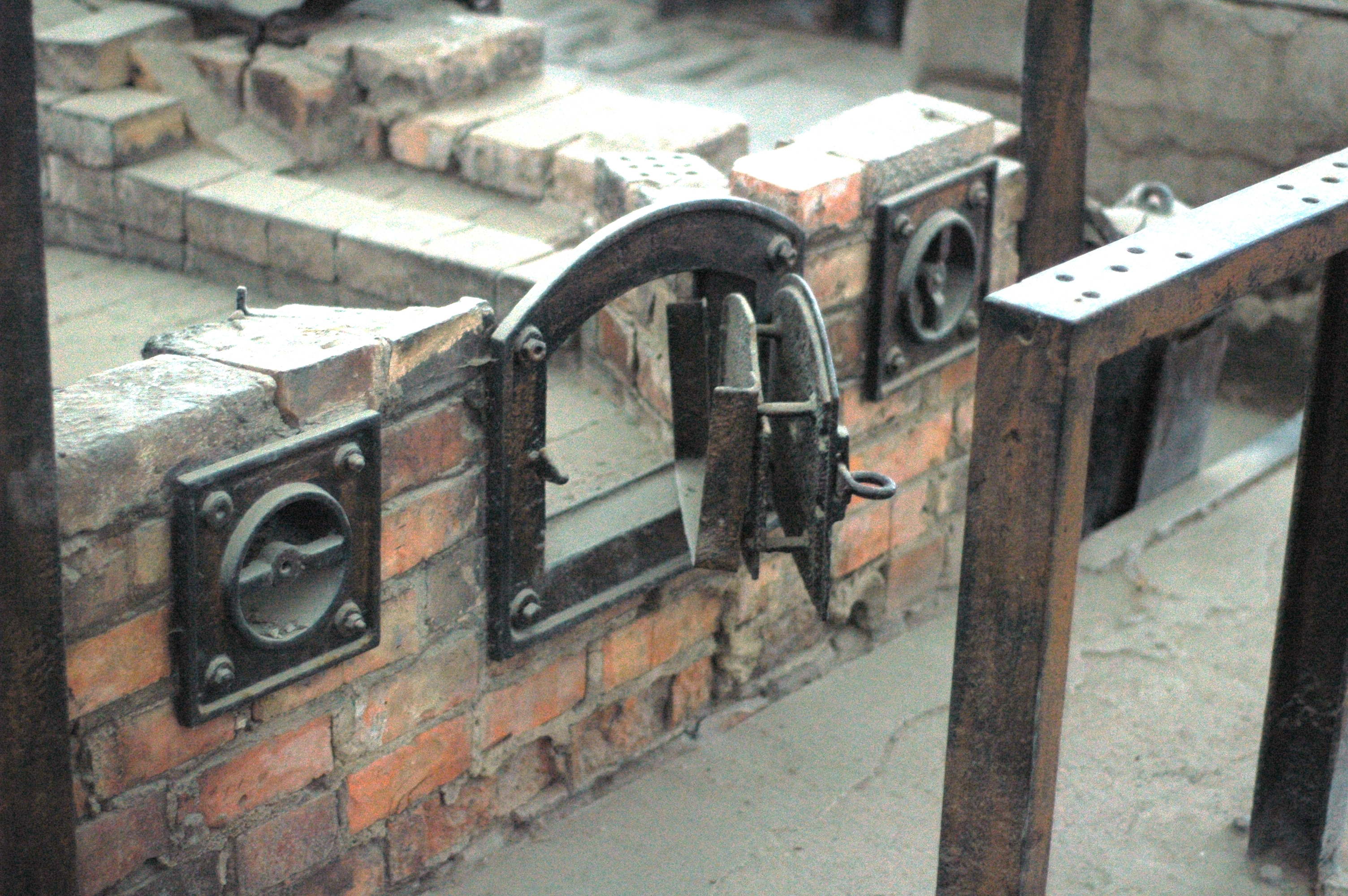
Resti del forno crematorio di Sachsenhausen

Tra il 1936 e il 1945 a Sachsenhausen furono rinchiuse più di 200 000 persone di circa 40 nazionalità. I prigionieri furono inizialmente oppositori politici del nazionalsocialismo, quindi soprattutto detenuti politici. Si aggiunsero presto le persone ritenute responsabili di comportamenti asociali, deviati o non integrati come i Sinti e i Rom, oltre agli omosessuali. In numero sempre crescente vennero deportati quindi gli appartenenti ai gruppi dichiarati razzialmente e biologicamente inferiori secondo le leggi razziali naziste, e tra questi in particolare gli ebrei.

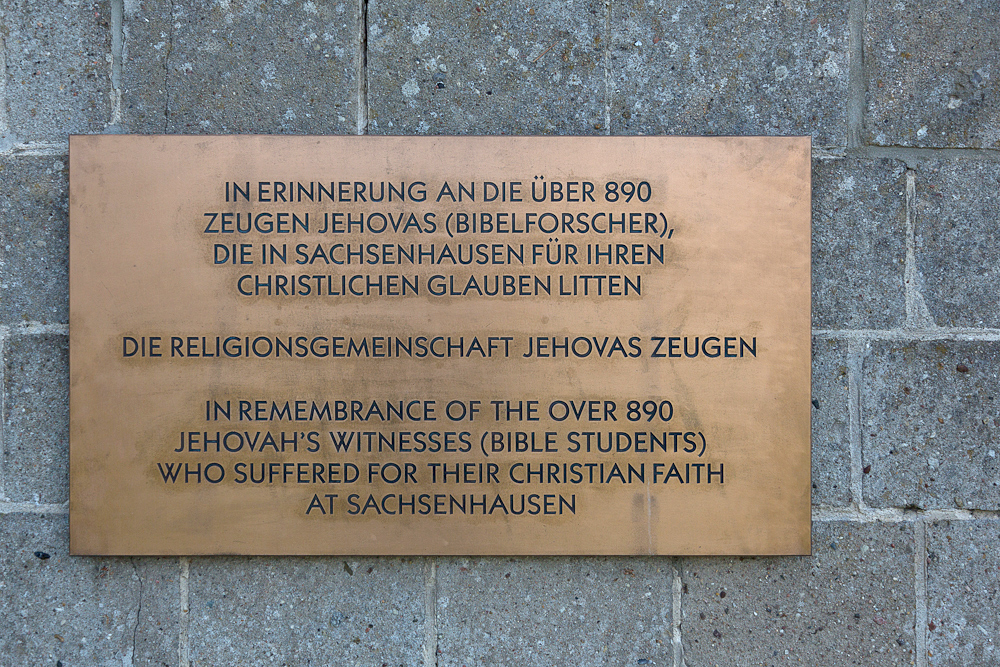
Targa alla Memoria dedicata ai più di 890 Testimoni di Geova internati

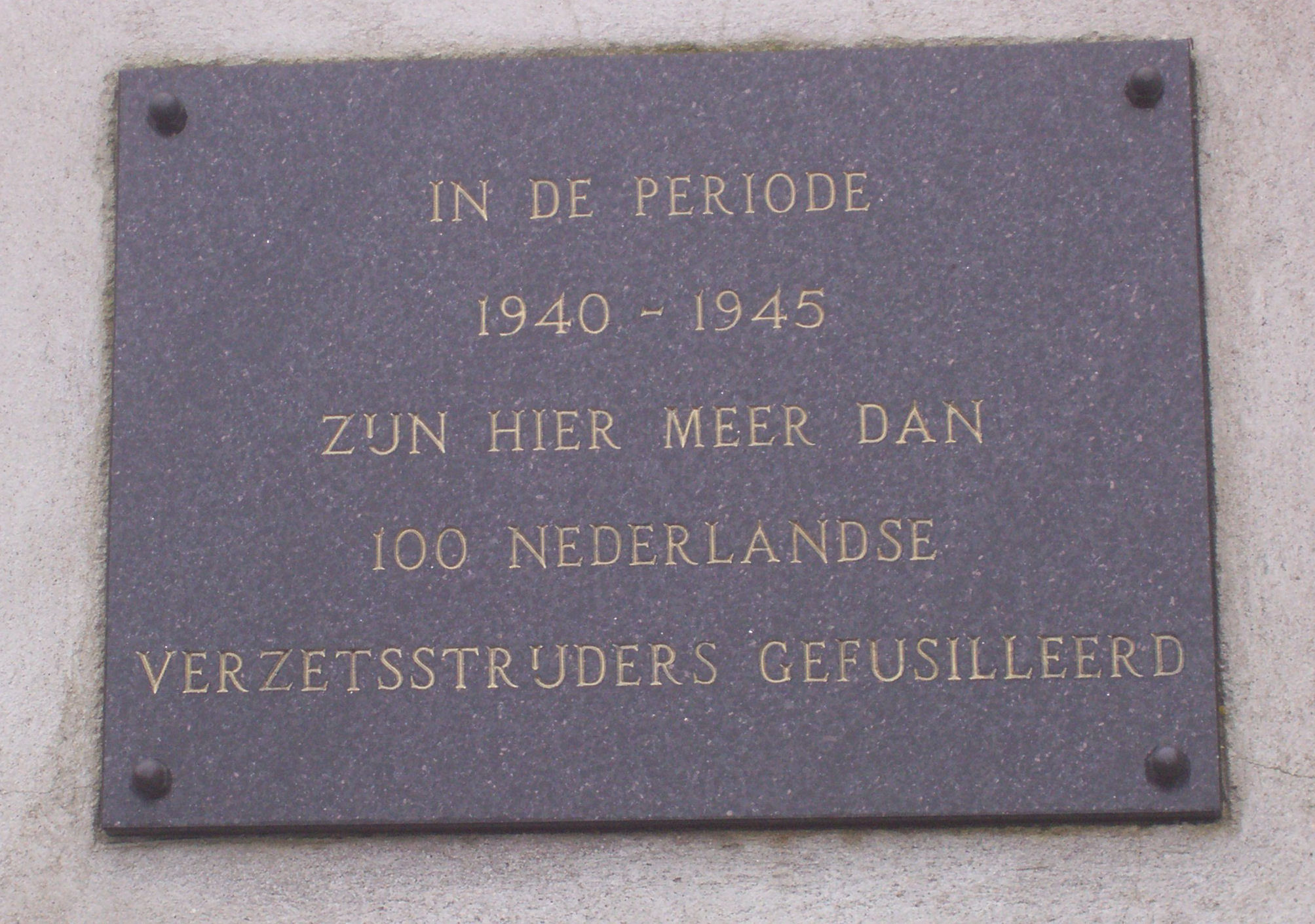
Lapide in memoria delle vittime olandesi giustiziate nel campo.

A partire dal 1939 vennero internati cittadini provenienti dai Paesi europei occupati e occorre considerare che con l'entrata in guerra della Germania mutò la motivazione che spingeva il regime a internare persone in questo e in altri campi di concentramento prima e di sterminio poi. La forte richiesta di forza lavoro per sostenere la produzione industriale di armamenti portò a direttive specifiche in tal senso. In particolare Hitler nominò Albert Speer ministro per gli armamenti e ordinò a Himmler di incrementare il numero di detenuti da mettere a disposizione della produzione bellica. Oswald Pohl divenne, in quel momento, il referente dell'organizzazione delle SS che gestiva gli aspetti economici dei campi di concentramento.
Un caso particolare e diverso fu quello dei Testimoni di Geova che rifiutarono, per le loro convinzioni religiose, di sostenere lo sforzo bellico tedesco.
Nel campo inoltre vennero eseguiti esperimenti medici senza il controllo presente nelle normali strutture sanitarie. I prigionieri furono così sottoposti a ferite, esposti a infezioni per testare l'efficacia di farmaci e vennero comunque trattati, in questo, come cavie da laboratorio, negando loro la dignità umana. Ai bambini venne ad esempio inoculato il virus dell'epatite per verificare le reazioni indotte nel loro organismo. Decine di migliaia di persone morirono così per fame, malattie, lavoro forzato, maltrattamenti, esperimenti oppure divennero vittime di esecuzioni sistematiche delle SS.
A Sachsenhausen furono inoltre uccisi gli uomini del commando dell'Operazione Musketoon. Tra gli internati vi furono la moglie e i figli di Rupprecht di Baviera, principe ereditario di Baviera e membro della famiglia Wittelsbach, che furono imprigionati dall'ottobre 1944 all'aprile 1945 e di qui trasferiti al campo di concentramento di Dachau. Altro prigioniero fu il reverendo Martin Niemöller, attivo anti-nazista.

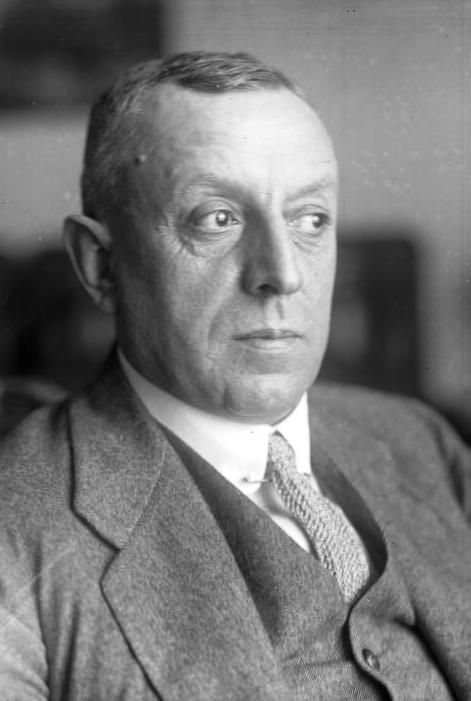
Fritz Thyssen, industriale tedesco inizialmente sostenitore del nazismo poi suo oppositore. Venne rinchiuso per un certo periodo nel campo di Sachsenhausen.

- Stepan Bandera, politico ucraino, fondatore dell'Esercito insurrezionale ucraino (UPA).[61]
- Trygve Bratteli, primo ministro norvegese dal 1971 al 1972 e, ancora, dal 1973 al 1976.
- Jakov Iosifovič Džugašvili, militare sovietico e figlio maggiore di Stalin.
- Georg Elser, oppositore del nazismo che nel 1939 organizzò un fallito attentato a Hitler.
- Einar Gerhardsen, politico laburista norvegese e primo ministro per diverse volte.
- William Grover-Williams, pilota automobilistico e agente segreto del SOE.
- Hans Grundig, artista e graphic designer tedesco. Internato come rappresentante di arte degenerata.
- Herschel Grynszpan, ebreo-polacco, assassino del diplomatico Ernst vom Rath.
- Paul Huldschinsky, ebreo-tedesco, vincitore dell'Oscar alla migliore scenografia nel 1945.
- Rupert Mayer, padre Gesuita, cappellano militare, Beato della Chiesa cattolica.
- Martin Niemöller, teologo e pastore protestante tedesco inviso al regime nazista.
- Paul Reynaud, primo ministro di Francia nel 1940.
- Stefan Paweł Rowecki, militare, giornalista e leader polacco della resistenza Armia Krajowa.
- Kurt Alois von Schuschnigg, ultimo cancelliere antinazista d'Austria, prima dell'Anschluss.
- Fritz Thyssen, uomo d'affari tedesco esponente di punta della famosa famiglia Thyssen.
- Antonín Zápotocký, politico comunista cecoslovacco, primo ministro dal 1948 al 1953, presidente della repubblica dal 1953 al 1957.

## Comandanti del complesso
- Hauptsturmführer Michael Lippert, da luglio a ottobre 1936[33]
- Standartenführer Karl Otto Koch, da ottobre 1936 a luglio 1937[33][62]
- SS-Standartenführer/SS-Oberführer Hans Helwig, da luglio 1937 a gennaio 1938[33]
- Oberführer Hermann Baranowski, da gennaio 1938 a settembre 1939[33]
- Sturmbannführer Walter Eisfeld, da settembre 1939 a gennaio 1940[33]
- SS-Oberführer Hans Loritz, da gennaio 1940 a settembre 1942[33][62]
- SS-Sturmbannführer Anton Kaindl, da settembre 1942 al 22-23 aprile 1945[33][62][63]

## Altre SS con compiti di responsabilità
- Heinz Baumkötter, medico del campo[64]
- Eberhard Cohrs, capo della guardia
- Kurt Eccarius, capo dei baraccamenti
- Gustav Sorge, capo del servizio lavoro

## Sottocampi di Sachsenhausen
Sachsenhausen ebbe numerosi sottocampi che gravitarono attorno alla sua organizzazione e da questa controllati. I principali furono:
- Bad Saarow
- Berlino
- Bernau
- Biesenthal
- Döberitz
- Falkenhagen
- Ferch
- Fichtemgrund
- Friedenthal
- Fürstenwalde

- Genshagen
- Glau-Trebbin
- Glöwen
- Jamlitz -Lieberose
- Hohenlychen
- Kleinmachnow
- Königs Wusterhausen
- Kremmen
- Küstrin
- Neudamm

- Niemegk
- Oranienburg
- Potsdam - Babelsberg
- Rathenow
- Schwarzheide
- Spreenhagen
- Storkow
- Strausberg
- Trebnitz
- Wittenberg

Il campo di concentramento di Gross-Rosen, fondato il 2 agosto 1940 per l'estrazione di granito per conto della Deutsche Erd und Steinwerke (società controllata dalle SS), venne reso indipendente da Sachsenhausen il 1º maggio 1941.

## Memoriale e museo di Sachsenhausen

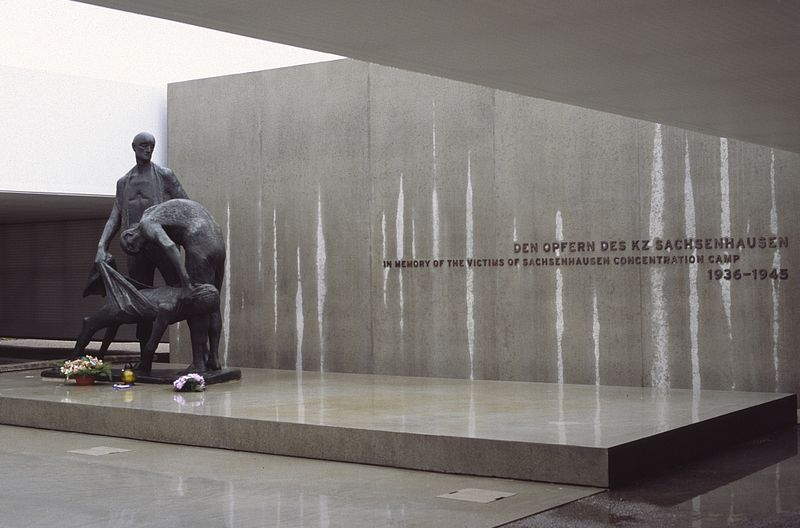
Il memoriale per il ricordo dei prigionieri

Dopo che i sovietici lasciarono il sito, fu utilizzato per alcuni anni dall'Esercito della Germania Est (Kasernierte Volkspolizei), teoricamente una divisione di polizia e in realtà un precursore dell'Esercito Nazionale del Popolo del Paese, che fu formalmente istituito nel 1956.

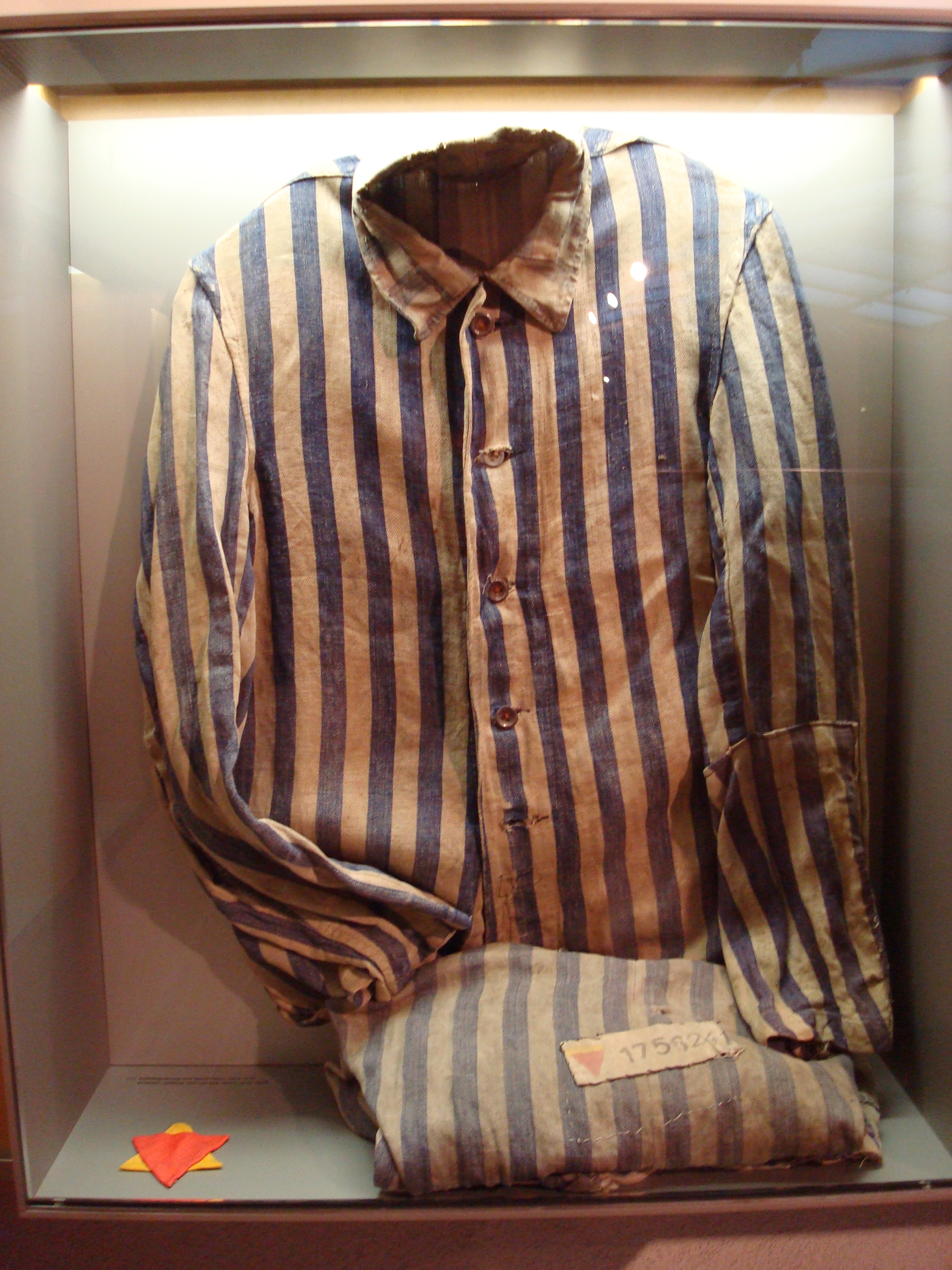
Una divisa degli internati conservata nel museo

Nel 1955 la Repubblica Democratica Tedesca, grazie a una raccolta di fondi per l'istituzione di luoghi del ricordo nazionale, ottenne in breve tempo due milioni di marchi coi quali furono decisi lavori per la costruzione di un sito monumentale a Sachsenhausen. Il progetto per attuare questo proposito fu assegnato agli architetti Reinhold Lingner, Ludwig Deiters, Horst Kutzat e Kurt Tausendschön.

### Sito commemorativo nazionale di Sachsenhausen ("Nationale Mahn- u. Gedenkstätte Sachsenhausen")

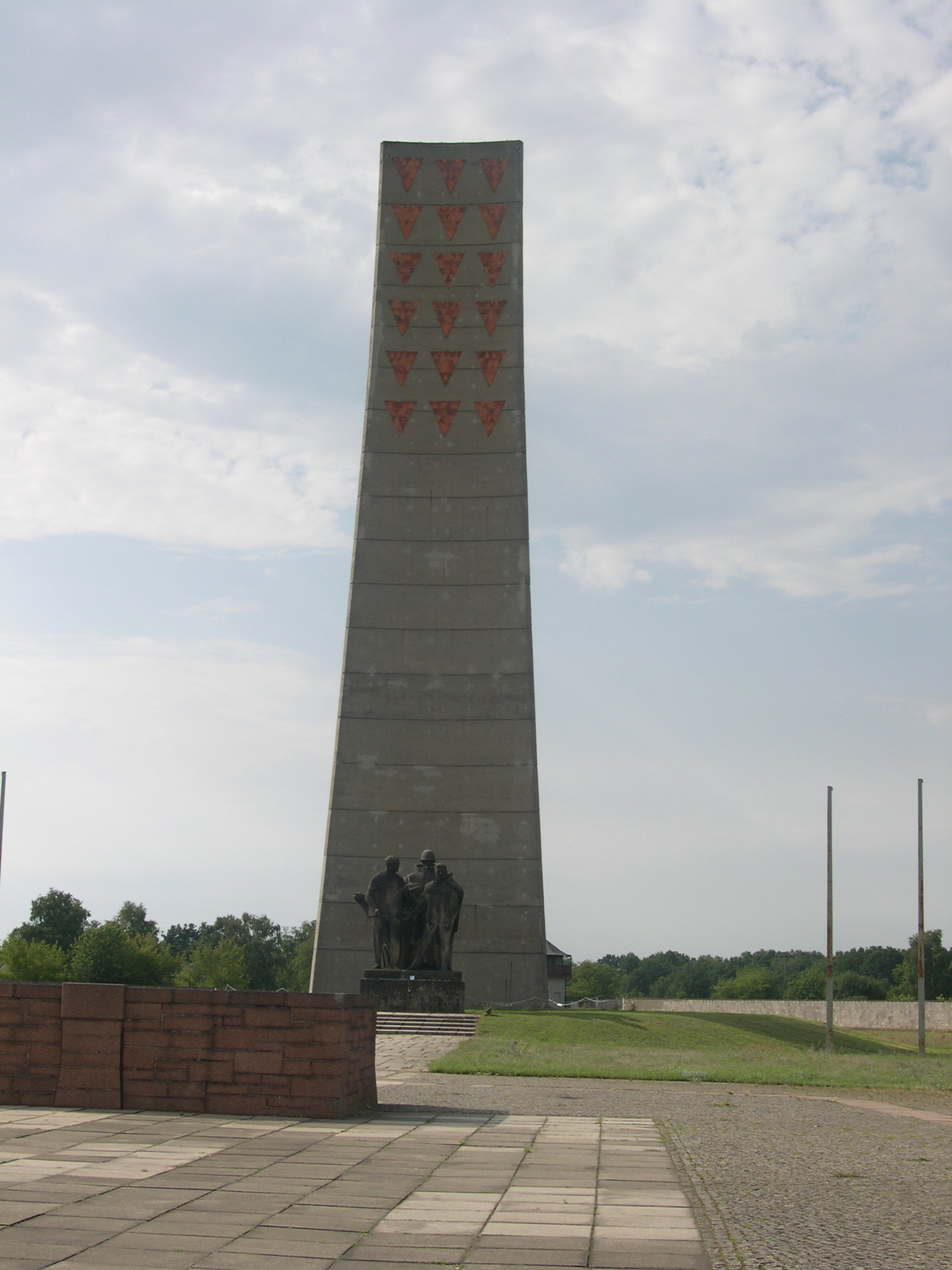
Monumento eretto a Sachsenhausen a ricordo degli internati di tutte le nazionalità che vi furono imprigionati e in molti casi vi trovarono la morte.

Nel 1961 il luogo del ricordo nazionale, ormai ultimato, fu inaugurato con una cerimonia pubblica e nello stesso anno al castello di Oranienburg fu esposta la scultura Gli accusatori di Fritz Cremer.
Il primo direttore del rinominato "Sito commemorativo nazionale di Sachsenhausen" ("Nationale Mahn- u. Gedenkstätte Sachsenhausen") fu Christian Mahler, all'epoca alto funzionario di polizia, che nel periodo nazista era stato detenuto a Sachsenhausen tra il 1938 e il 1943. I piani prevedevano la rimozione della maggior parte degli edifici originali e la costruzione di un obelisco, di una statua e di un'area di ritrovo, che riflettessero le prospettive del governo della Germania orientale dell'epoca.
Oltre ai siti commemorativi di Buchenwald e Ravensbrück, il memoriale di Sachsenhausen, dove si tenevano le celebrazioni ufficiali della Repubblica Democratica Tedesca (RDT), si trovava nell'ex campo di concentramento. Era controllato dal Ministero della Cultura e, come i siti commemorativi nazionali di Buchenwald e Ravensbrück, Sachsenhausen serviva come luogo di identificazione e legittimazione della RDT.
Il governo della Germania dell'Est ha enfatizzato le sofferenze dei prigionieri politici rispetto a quelle degli altri gruppi detenuti a Sachsenhausen. L'obelisco commemorativo contiene diciotto triangoli rossi, il simbolo che i nazisti davano ai prigionieri politici, di solito comunisti. A Sachsenhausen c'è una targa costruita in memoria della Marcia della Morte. Questa targa presenta un'immagine di prigionieri maschi malnutriti che marciano, tutti con il triangolo rosso di un prigioniero politico.
Sulla base di quanto riportato dal quotidiano Neues Deutschland, la storica Anne-Kathleen Tillack-Graf mostra come il Memoriale Nazionale di Sachsenhausen sia stato strumentalizzato politicamente nella RDT, soprattutto durante le celebrazioni per la liberazione del campo di concentramento.

### Memoriale e Museo di Sachsenhausen("Gedenkstätte und Museum Sachsenhausen")
Dal 1993, in seguito ai mutamenti politici seguenti alla riunificazione tedesca, il luogo della memoria e il museo appartengono alla Fondazione per i monumenti del Brandeburgo. Sachsenhausen è aperto al pubblico: diversi edifici e costruzioni sono stati ricostruiti, come ad esempio le torri di guardia, l'entrata del campo e diverse baracche. È presente un museo che raccoglie varie testimonianze sia delle operazioni di recupero storico sia della vita che gli internati erano costretti a condurre nel campo.

### La mostra permanenteːIl campo di concentramento di Sachsenhausen 1936-1945e le altre 12 mostre del memoriale
Iniziata nel 1993, una grande mostra permanente è stata allestita proprio al centro del campo, in quei locali del Memoriale adibiti al tempo della Shoah, a cucina degli internati. La mostra realizzata un mese dopo l'istituzione della Fondazione dei memoriali di Brandeburgo, fondazione che cura le attività degli «ex memoriali e monumenti nazionali campo e del Memoriale di Sachsenhausen, Ravensbrück e Magdeburgo», funge come «"funzione di rimando" alle altre 12 mostre del memoriale». L'ente più importante della fondazione è il "Memoriale e Museo di Sachsenahusen". Il nuovo nome voluto dalla Fondazione «fu un altro segno di mutamento» di quanto da allora in poi si proponeva di attuare il Memoriale di Sachsenhausen. A spiegarlo è lo storico e accademico Günter Morsch che come Der Spiegel nota, è stato «direttore del Museo e memoriale di Sachsenhausen dal 1993 e dal 1997 ed è direttore della Fondazione Memoriale di Brandeburgo»:
(Günter Morsch)

### Gli scavi
Con la caduta della Germania Est comunista, fu possibile condurre scavi negli ex campi. A Sachsenhausen sono stati trovati i corpi di 12 500 vittime, la maggior parte delle quali erano bambini, adolescenti e anziani.

### Crimini dell'era sovietica
In seguito alla scoperta, nel 1990, di fosse comuni risalenti al periodo sovietico, è stato aperto un museo separato che documenta la storia del campo in epoca sovietica. Tra il 1945 e il 1950, 12 000 persone morirono di fame e malattie nel cosiddetto "Speziallager".

### Vandalismo neonazista
Il complesso è stato più volte oggetto di atti vandalici da parte di neonazisti. Nel settembre 1992, le baracche 38 e 39 del Museo ebraico sono state gravemente danneggiate da un incendio doloso. I responsabili sono stati arrestati e le baracche sono state ricostruite nel 1997. Tuttavia, è importante notare che è stato deciso che nessun edificio costruito durante il regime nazista sarà ricostruito sul sito. La parte distrutta delle baracche è ora un museo ebraico, mentre la parte sopravvissuta è stata lasciata com'era subito dopo l'incendio, con la vernice ancora macchiata dalle fiamme.

### Scandalo videogame
I siti di Sachsenhausen e Dachau, inclusi nel gioco di realtà aumentata per smartphone Ingress, sono stati da esso rimossi nel luglio 2015; Gabriele Hammermann, direttore del sito commemorativo di Dachau, ha dichiarato alla Deutsche Presse-Agentur che le azioni di Google sono state un'umiliazione per le vittime e i parenti dei campi nazisti e il fondatore di Niantic Labs, John Hanke, ha affermato "ci scusiamo per l'accaduto".

## Filmografia
Sul campo sono stati girati vari film e documentari storici:
- Il falsario - Operazione Bernhard, del 2007 per la regia di Stefan Ruzowitzky, vincitore del Premio Oscar 2008 come miglior film straniero.
- Kein Friede den Frevlern, del 2011 per la regia di Mikko Linnemann, sulla vita di Leon Szalet (1892-1958), uno degli oltre 500 ebrei polacca arrestati nel settembre del 1939 a Berlino e inviati al campo di concentramento di Sachsenhausen.[80]
- Sachsenhausen: le due facce di un campo, 2014 per la regia di Mary Mirka Milo, che racconta la storia del campo modello di Sachsenhausen sino alla sua liberazione e all'assegnazione ai sovietici del complesso. Questi ultimi tra il 1945 e il 1950 concentrarono migliaia di prigionieri nello stesso luogo trattandoli in modo altrettanto disumano di quello che i nazisti avevano riservato agli internati sino al 1945.[81]
- I dimenticati di Sachsenhausen, documentario del 2023 del giornalista Francesco Bertolucci[82] con la regia di Victor Musetti[83], basato sulla ricerca di Cassetti, Buonaguidi e Bertolucci[84], sugli italiani deportati nel campo di concentramento di Sachsenhausen di cui se ne era persa la memoria. Una ricerca che ha portato, oltre ad avere una lista di nomi, anche alla sistemazione nel campo di una lapide commemorativa nel 2022. Il documentario è andato in onda su Rai Storia il 25 e il 27 gennaio 2024. Rimarrà disponibile da fine gennaio 2024 fino al 2026 sul sito di RaiPlay[85].

## Musica
- Ballads And Broadsides Songs From Sachsenhausen Concentration Camp 1940 - 1945, di Aleksander Kulisiewicz, 2008, genereː Folk, World, e Country; 20 tracce; etichettaː United States Holocaust Memorial Museum[86].